# Joan Carreras Martí
Joan Carreras i Martí (Barcelona, 12 de febrero de 1935-Granollers, 10 de marzo de 2018) fue un editor español.

## Biografía
Carreras era licenciado en Filosofía y Letras, en la especialidad de Lenguas semíticas, por la Universidad de Barcelona (1960). Fue padre del escritor Joan Carreras Goicoechea.

## Trayectoria
Carreras promovió e impulsó la edición de obras de consulta en lengua catalana, en especial diccionarios bilingües en varios idiomas o la traducción catalana del Corán. Más tarde asumió responsabilidades directivas en la Enciclopedia Larousse, cuya edición en español coordinó desde Barcelona. En 1971, dirigió la Gran Enciclopedia Catalana, ahora una empresa independiente de Edicions 62 y desligada de sus creadores. Después, continuó vinculado como director editorial y como director cultural de su fundación hasta su jubilación.
Además, Carreras formó parte de varias entidades como la Junta del Colegio Oficial de Doctores y Licenciados en Filosofía y Letras y en Ciencias de Cataluña, el Gremio de Editores de Cataluña y Òmnium Cultural, que llegó a presidir entre 1984 y 1986. 